# Фадо
Фадо (срп. судбина) је музички жанр који се прати од 1820-их у Португалу, али вјероватно има и раније почетке. Карактеришу га тужне мелодије и текстови, често о мору и животу сиромашних.

## Етимологија
Назив за музику је saudade - израз који је непреводив на велики број језика. Сами Португалци воле да се хвале да само они имају израз за то осјећање. Saudade се обично преводи као носталгија, чежња, осјећај жаљења за нечим. Али, saudade је, колико год било негативно осјећање, ипак нешто у чему се ужива. Зато би најтачнији превод био севдах или дерт. Постоје тврдње да је фадо мјешавина ритмова афричких робова са традиционалном музиком Португала, уз арапски утицај.

## Врсте фадо музике
Постоје двије главне врсте фада, лисабонски фадо и коимбрански фадо. Лисабонски стил је популарнији док је коимбрански префињенији. Модерни фадо је јако популаран у Португалу и изводе га многи познати музичари. Традиционално, добра изведба фада у Лисабону се похваљује аплаузом, док се у Коимбри то ради врстом накашљавања.
- Као први извођач фадоа помиње се Марија Севера крајем 19 века.
- Извођачи Фадо музике из тридесетих година ХХ века који имају тонске записе су:
  - Маделена Де Мело
  - Алице Лемос Авила 1938
- Најпознатији извођачи Фадо музике средином ХХ века:
  - Амалиа Родригуес
  - Алфредо Марценерио Дуарте
  - Царлос де Цармо
  - Царлос Рамос
  - Фернандо Фахрина
  - Херминиа Силва
  - Марија Тереса де Натрона
  - Фернанда Марија
- Савремени познатији интерпретатори фадоа
  - Аделиа Педроса
  - Мариза - Дос реис Нунес
  - Катиа Гуереиро
  - Тереса Салгуеиро
  - Ракуел Таварес
  - Марија Ана Бобоне
  - Луз Са Да Бандеира